# Права природи

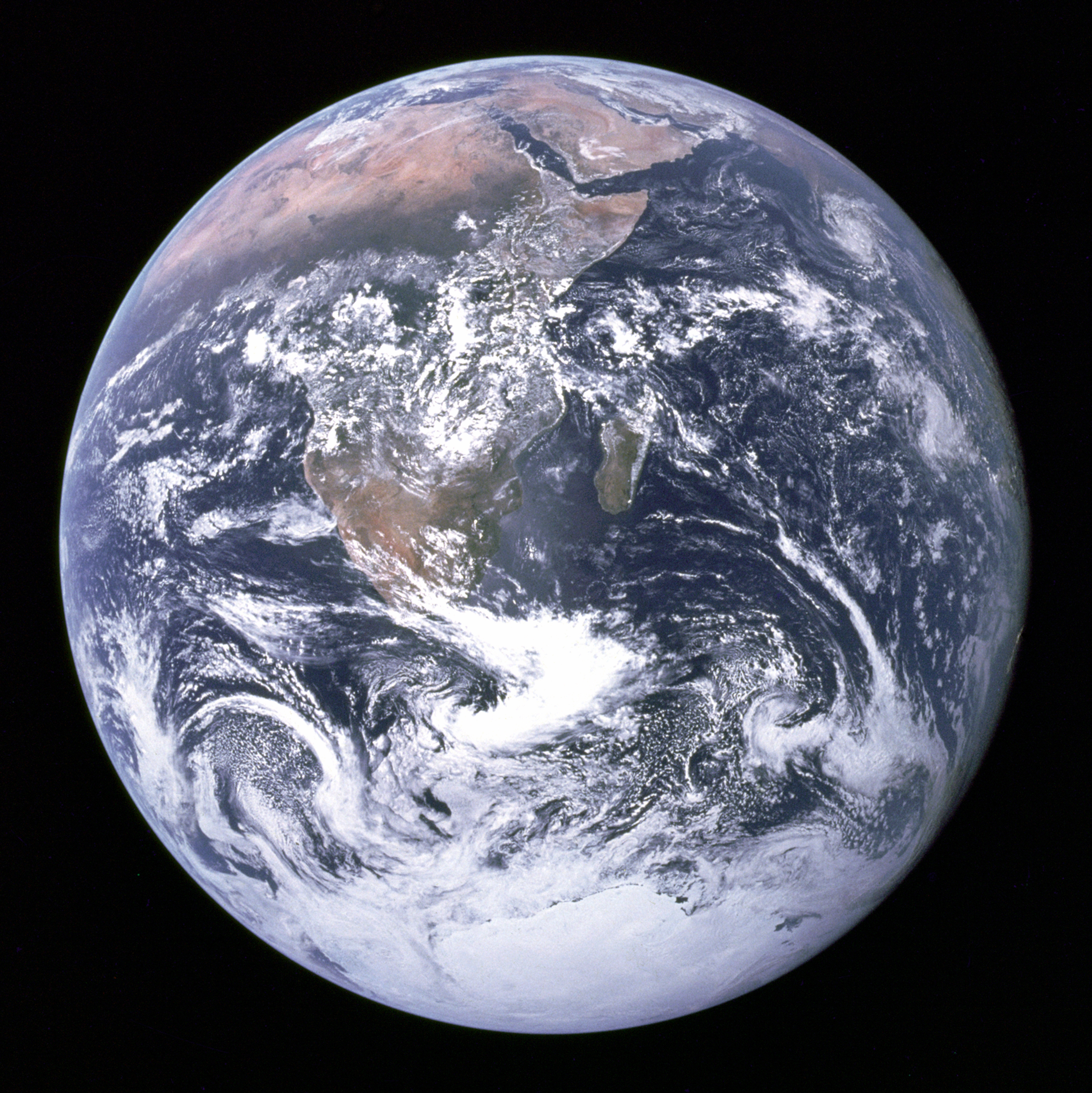
Вода вкриває 71% земної поверхні. Фото зроблено з Apollo-17

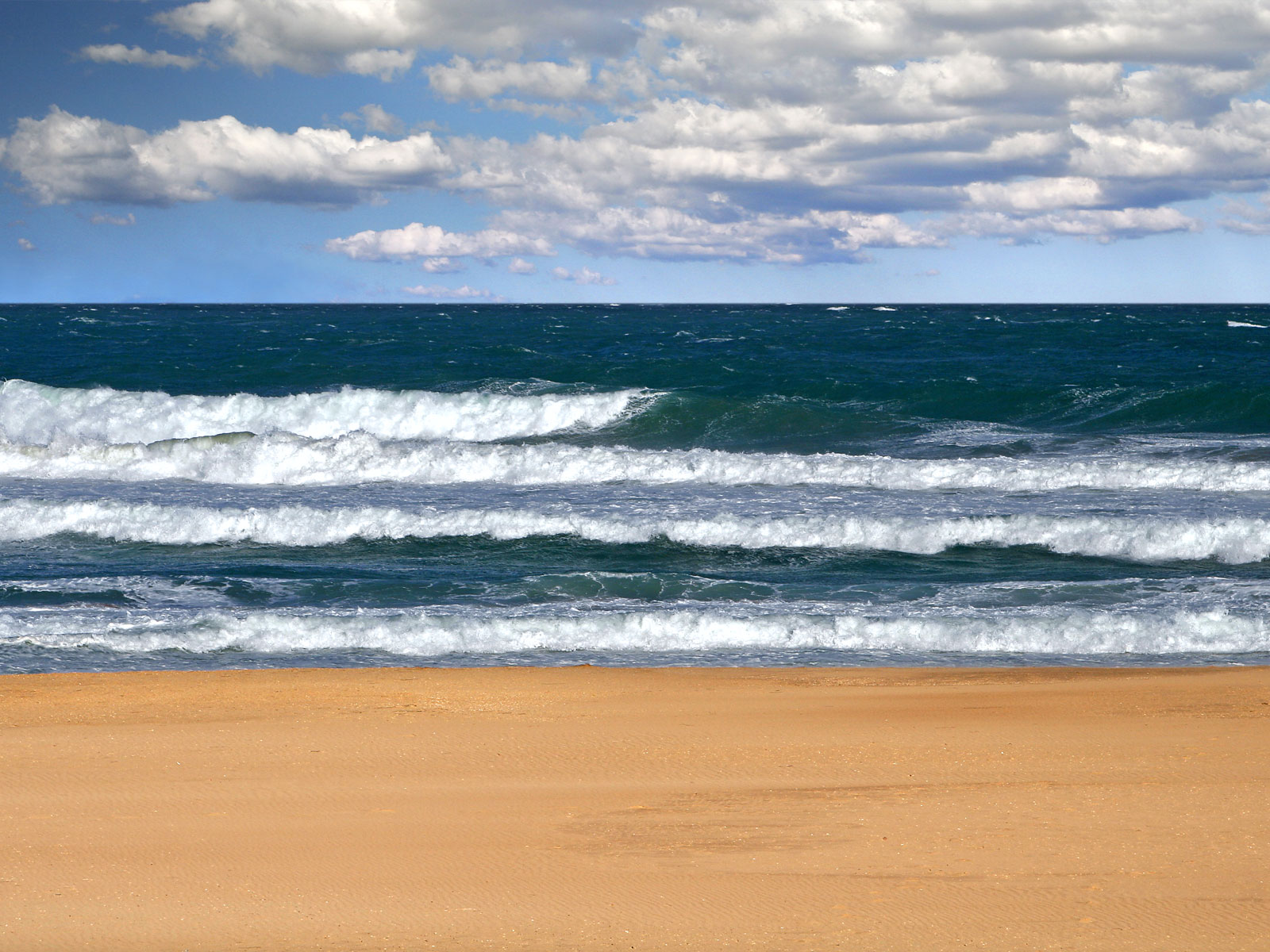
Берег океану, де зустрічаються всі сфери Землі: літосфера, атмосфера, гідросфера і біосфера

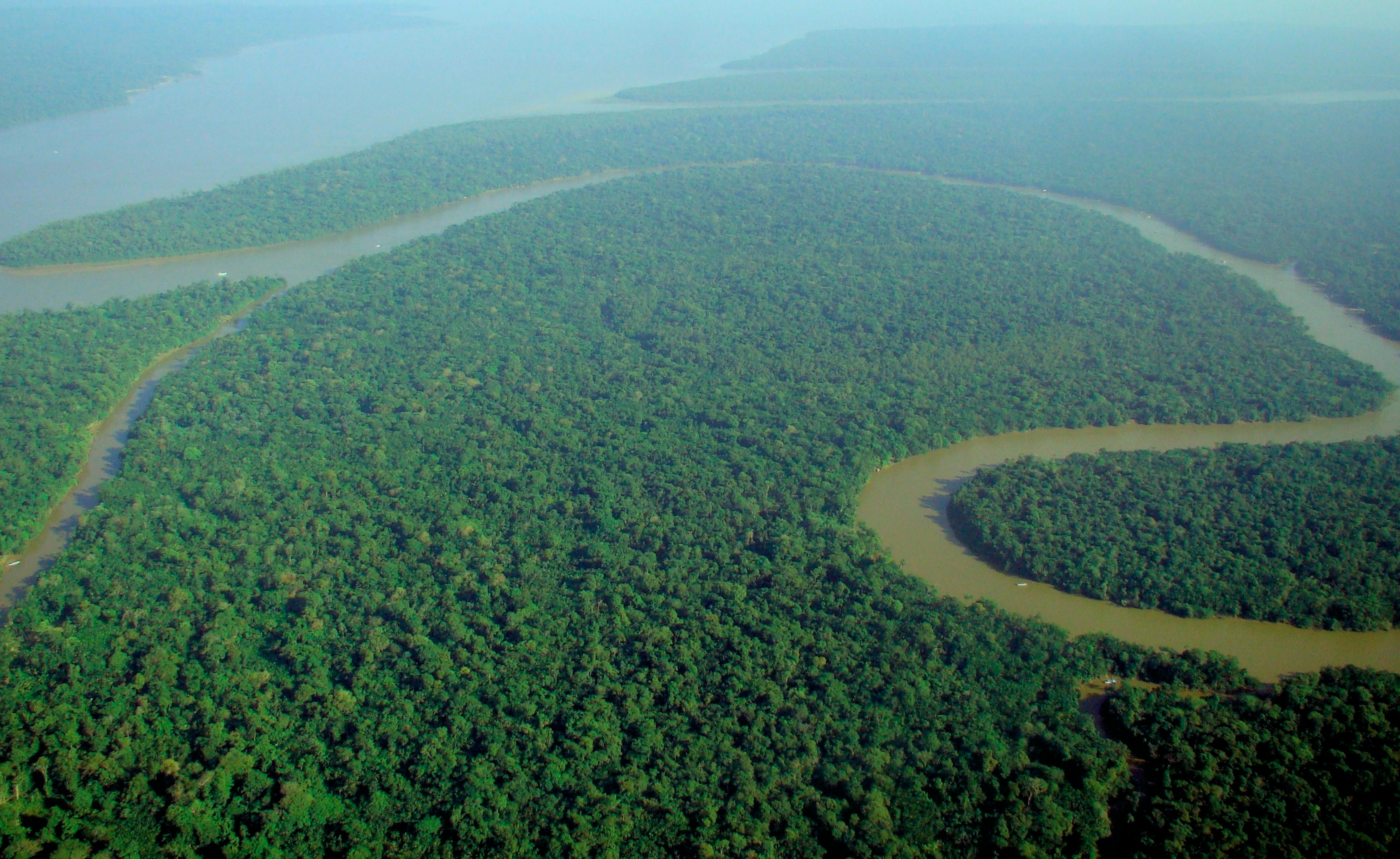
Тропічний дощовий ліс Амазонії, який підтримує найбільшу різноманітність організмів на Землі

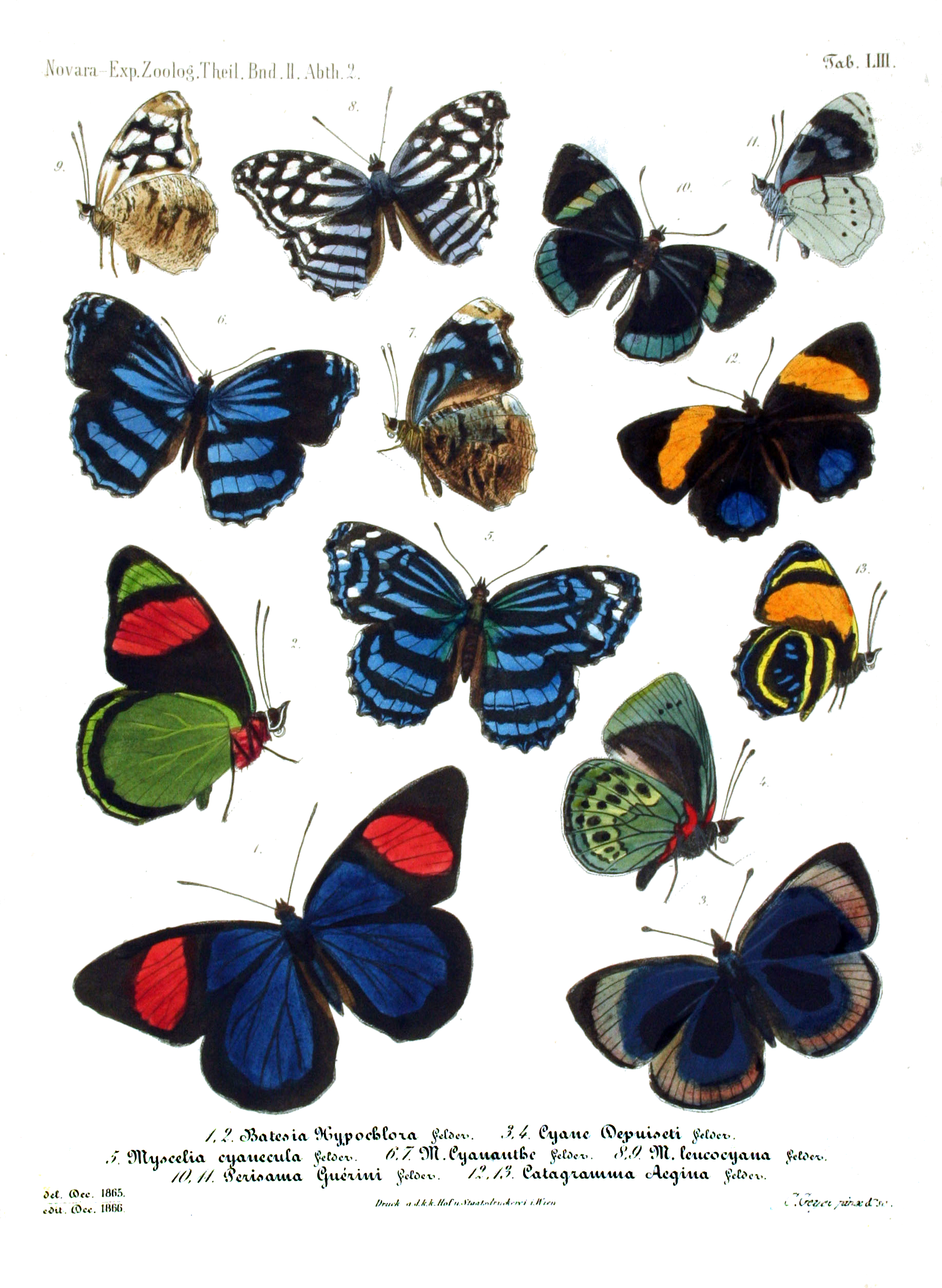
Метелики

Бактерія, збільшена у 10000 разів

Збільшення населення Землі з 10000 рр. д.н. е. до 2000 р. н. е.

Права́ приро́ди — потреби, домагання, інтереси природи, розглянутої як моральний партнер, які захищаються морально і законом. Права природи — найважливіший розділ екологічної етики.
Права природи можна розглядати в об'єктивному і суб'єктивному сенсі. Право природи в об'єктивному сенсі — це система правил поведінки, система регулювання суспільних відносин з природою. Права природи в суб'єктивному сенсі — це визнані домагання якоїсь живої істоти, екосистеми на яке-небудь благо, якийсь інтерес в чому-небудь.
Сама природа морального суб'єкта така, що йому можна заподіювати шкоду або користь. Але на відміну від козулі, вовка чи екосистеми окремі неживі предмети — камінці, піщинки, калюжі води, вогонь — самі по собі не є моральними суб'єктами, так як вони не мають ні власного блага, ні внутрішньої цінності, їм не можна заподіяти шкоди, чи користі.
Так само як ми повинні ставитися з повагою і не заподіювати шкоду людським моральним суб'єктам — новонародженим, психічно хворим людям, так само ми повинні ставитися з добром і до нелюдських моральних суб'єктів — видів і індивідів всіх живих істот, екосистемам, великих об'єктів неживої природи, які мають свою внутрішню цінність, власне благо і моральні права.
Права природи не існують самі по собі, а є відбиттям моралі й етики конкретного людського суспільства або його груп. Вони є своєрідним засобом контролю за владою людини, яка не повинна переступати межу свободи, окресленої правами природи. Право — це регулятор суспільних відносин. В даному випадку права природи регулюють наші стосунки з природою. Природа має права в тій мірі, в якій ми приймаємо обмеження своєї власної поведінки заради її інтересів.
Багато фахівців в області прав природи, наприклад, американський юрист Кристофер Стоун вважають, що введення прав природи в юридичну практику в майбутньому дозволить більш ефективно проводити охорону видів і екосистем за допомогою судової практики.
Принципи поваги до прав природи й обмеження прав людини є основними в екологічній етиці (недарма ще Олдо Леопольд писав, що етика — «це обмеження свободи дій у боротьбі за існування»). Права природи — це нова потужна культурна ідея XXI століття. Це навіть більше ніж ідея — це цілий новий суспільно-політичний та екологічний рух.
«Право — це те, що гарантує життєві інтереси, допомагає задоволенню потреб, досягненню цілей. Право належить тому, хто ним користується, а не тому, хто виявляє волю. Суб'єктом права є той, кому призначено користуватися правом, завдання права — гарантувати йому це право», — писав у 1903 р. у своїй книзі «Про права тварин» П. В. Безобразов. Іншими словами, право — це те, що викликано необхідністю. Слід зазначити, що наявність прав не завжди припускає наявність обов'язків. Так, немовлята і душевнохворі люди мають права, але не мають обов'язків. Також і з тваринами, рослинами й екосистемами: в них є права, але немає обов'язків.

## Історія розробки концепції прав природи
Права природи підтримувалися різними народами в різні часи і різними культурами, маючи етичне, релігійне, а то й правове наповнення. Так, судові суперечки за участю різних тварин відомі в Стародавньому Єгипті і Середньовічній Європі. Християнство та юдаїзм оголосили право для худоби на відпочинок в сьомий день тижня. Про права природи писали юристи Стародавнього Риму, зокрема Ульпіан. У XIII столітті арабський мислитель Ізз-Дін ібн Абд-Салам написав спеціальний трактат про права тварин. У північноамериканських індіанців права деяких видів тварин, наприклад, лосося, прирівнювалися до прав цілої нації. Деякі види їстівних рослин народи Сибіру вважали власністю певних видів тварин і ставилися з повагою до цього права власності. Права природи підтримувалися і буддистами. Про права природи писав відомий англійський поет Вільям Вордсворт і американський письменник Сетон-Томпсон, президент США А. Лінкольн, еколог О. Леопольд, засновник американської заповідної справи Джон Мюїр. Відомий випадок, що собака Шопенгауера після його смерті успадкувала усе майно філософа. У своїй статті «Дебати з приводу закону про крадіжку лісу» поняття моральних прав дерев ввів К. Маркс. У 1820 р. німецький філософ Краузе заявив, що всі істоти, які мають душу, повинні мати права. У тому числі і тварини. У 1894 р. німецький суддя Брегенцер написав книгу про юридичні права тварин. У 1900 р. подібну працю видав французький дипломат Енгельгард. Однак найґрунтовніше права тварин розглядалися в книзі англійця Сольта «Права тварин», виданій у 1893 р.
У Російській імперії вперше про права природи (спочатку тільки про права тварин) заговорили наприкінці XIX століття. У 1898 р. голова Ковенського відділення Російського товариства захисту тварин А. Даронов писав, що тварини «за вищою справедливістю» мають право на «невинне існування». У 1899 р. петербурзький доктор-медик С. Фішер в своїй книзі «Людина і тварини. Етико-юридичний нарис» заявив: «Держава повинна охороняти інтереси тварин. Ця охорона повинна виразитися в правових нормах. Найкращим засобом для цього є визнання правової особистості тварин, тобто наділення тварин відомою часткою правоздатності».
У 1903 р. в Москві вийшла книга вченого-історика Московського університету П. В. Безобразова «О правах животных».
У 1909 р. класик російської заповідної справи професор Московського університету Г. О. Кожевніков підняв питання про «право первісної природи на існування», а його колега, петербурзький професор О. П. Семенов-Тян-Шанський в 1912, 1917 і 1921 роках — про священне право на життя живих істот. Про права тварин писали в 1912 р. В. Г. Чертков та І. Горбунов-Посадов.
Знову до ідеї прав природи загострився інтерес в 1965 р., коли відома письменниця Бриджит Брофі опублікувала своє ессе «Права тварин». У 1970–1980 рр. в США, Великій Британії, Австралії та інших країнах стало виходити безліч книг і статей, присвячених розробці теорії прав природи. Найбільш значний внесок у розвиток і популяризацію ідеї прав природи внесли такі видні західні екофілософи, екологи і юристи, як Річард Райдер, Пітер Сінгер, Том Ріган, Ендрю Лінзі, Крістофер Стоун, С. Кларк, Ю. Бенсон та інші. З 1984 р. в США діє організація «Юристи за права тварин».
Зараз у багатьох вищих та середніх навчальних закладах Заходу теорія прав природи викладається студентам філософських, юридичних і екологічних спеціальностей, різні природоохоронні організації святкують 10 грудня — День прав тварин. Слід особливо підкреслити, що ідея прав природи підтримується прийнятою в 1982 р. Генеральною Асамблеєю ООН Всесвітньою хартією природи, в якій записано, що всім формам життя повинна бути забезпечена можливість існування. У 2008 р. в Еквадорі шляхом прийняття Нової Конституції затверджено права природи.
Про права тварин сказано в Законі України «Про захист тварин від жорстокого поводження».

## Права живих істот і екосистем
Права природи — це конкретизовані норми справедливих відносин людини і природи, розглянутої як суб'єкт. Права природи не існують самі по собі, а є відображенням моралі й етики конкретного людського суспільства. Вони є своєрідним засобом контролю за владою людини, що не повинна переступати границю волі, обмеженою правами природи. Права природи розглядаються насамперед як «природні», неписані, від природи, тобто ті, що мають етичну основу (на відміну від «позитивних», писаних, що спираються на закон). Природне право є ідеал для позитивного права, його ідеальні вимоги тільки суть проекту майбутнього позитивного права.
За всіма живими істотами на рівні індивідів визнані наступні права:
1. Право на життя.
2. Право на природну волю і благополуччя в природному середовищі існування (право на дикість).
3. Право на захист від страждання з вини людини.
4. Право на необхідну для життя частку земних благ.
5. Право на захист законом.

На рівні видів, підвидів і популяцій:
1. Право на відшкодування нанесеного їм збитку.
2. Право на опіку (наприклад для видів, занесених у Червону книгу).

За одомашненими тваринами визнані наступні права:
1. Право на воду і корм
2. Право на комфортні умови існування
3. Право не відчувати біль, не страждати від ран і хвороб
4. Право не відчувати страх і страждання
5. Право на природне поводження

За дикою природою можуть бути визнані наступні права:
1. Право на існування;
2. Право на волю від людського контролю і керування;
3. Право на відшкодування збитку;
4. Право на захист законом;
5. Право виду на захист від надмірного винищення хижими тваринами.

За неживою природою Землі (скелі, дюни, озера тощо) можуть бути визнані наступні права:
1. Право на існування;
2. Право на захист від радикального втручання з боку людини
3. Право на захист законом;
4. Право на відшкодування збитку.

Було б абсолютно невірним думати, що якщо тварина має право на життя, а об'єкт дикої природи на існування, то це означає, що ніколи, ні при яких обставинах це право не може бути порушено. Адже навіть у випадку з людськими правами неможливо уявити яке-небудь право, що не було ущемлене в той чи інший час. Отже, на практиці ми завжди говоримо про права, чи то людини чи природи, що можуть бути проігноровані при наявності достатнього морального обґрунтування. Якщо обґрунтування знайти неможливо, акт порушення прав буде вважатися аморальним.
Природа може володіти природними правами (що мають етичне значення) і юридичними правами (закріплених в законах). Теоретично права мають мати екосистеми, всі тварини, рослини і мікроорганізми. Однак у практичній площині можна говорити поки тільки про визнання права деяких тварин, розумово більш розвинутих, аніж інші — дельфінів, китів, слонів, мавп, а також червонокнижних тварин, стародавніх дерев-пам'яток та низки заповідних та рідкісних екосистем.